# イスマエル・バングラ
イスマエル・バングラ（Ismaël Bangoura, 1985年1月2日 - ）は、ギニア・コナクリの同国代表サッカー選手。ポジションはフォワード。

## 経歴
2003年にフランスのガゼレク・アジャクシオでキャリアをスタートさせ、2005年にル・マンUCに移籍した。2007年にウクライナのFCディナモ・キーウに移籍。2010年にアル・ナスルSCに移籍した。
2012年1月31日、リーグ・ドゥのFCナントと2年契約を結んだ。しかし、アル・ナスルはバングラによる一方的な契約の破棄があったとしてFIFAの紛争調停所に訴えたため、ナントへの移籍は一時的に保留された。カタール・スターズリーグのウム・サラルSCにローン中の2013年2月5日、アル・ナスルの主張が認められる形で処分が発表され、ナントとバングラに計450万ユーロの支払い、ナントの1年間の補強禁止、及びバングラの4か月間の出場停止（3か月は消化済みの扱い）が言い渡された。
2016年1月19日、サウジ・プロフェッショナルリーグのアル・ラエドFCに移籍した。

## 代表歴
ギニア代表としてアフリカネイションズカップ2006、アフリカネイションズカップ2008に出場した。

## タイトル
ディナモ・キエフ
- ウクライナ・プレミアリーグ : 2008-09